# هوانكافليكا
هوانكافليكا (بالإنجليزية: Huancavelica)‏ هي مدينة، تتبع مقاطعة هوانكافليكا، هي عاصمة إقليم هوانكافليكا، ومقاطعة هوانكافليكا، ومديرية هوانكافليكا ‏، بلغ عدد سكانها 37255 نسمة، رمزها البريدي هو 67.

## أعلام
- خوسيه لونا